# Johann Jakob Thiedemann
Johann Jakob Thiedemann (* 22. Juni 1794 in Heide (Dithmarschen); † 24. September 1844 in Eckernförde) war in der ersten Hälfte des 19. Jahrhunderts Lehrer an der Städtischen Schule in Eckernförde. Er veröffentlichte eine Methode für den Elementarunterricht. In der Pädagogik neu war die von Thiedemann so bezeichnete wechselseitige Schuleinrichtung, die angesichts hoher Schülerzahlen nach neuen Wegen für einen effektiven Unterricht suchte. Für seine Verdienste wurde er von Friedrich VI. mit dem Dannebrog-Orden ausgezeichnet.
Thiedemann ist der Vater der Pianistin Tony Franck und Großvater des Komponisten Richard Franck.